# 니시-로젠 협정
니시-로젠 협정(일본어: 西・ローゼン協定, 러시아어: Протокол Ниси — Розена)은 1898년 4월 25일 일본 제국과 러시아 제국이 대한제국에서 분쟁에 관해 체결한 협정이다.

## 역사적 배경

### 일본제국과 러시아 제국의 대립
청일 전쟁에서 승리를 거둔 일본제국은 대한제국의 내정에 대한 영향력을 더욱 증대하였고 이는 한반도에서 주도권을 쥐고 싶어하는 러시아 제국과의 긴장을 촉발시켰다. 특히 주한 러시아 제국 공사가 카를 베베르에서 알렉세이 스페에르(Алексей Шпейер, Шпейер, Алексей Николаевич)로 교체된 뒤, 조선의 재정권을 장악하고자 대한제국의 영국인 고문 존 맥리비 브라운(John McLeavy Brown)을 해직시키고 그 자리에 러시아 제국인 키릴(Kiril A. Alexeev)을 임명할 것을 대한제국에게 강요하자,, 이에 반발한 영국이 동양 함대를 인천에 파견하여 항의하는 사건이 일어나게 되었다. 이후 대한제국에서는 반 러시아 파가 세를 불리게 되었고, 이 상황에서 니시 도쿠지로 일본제국 외무대신과 로만 로젠(Рома́н Ро́зен) 주일 러시아 제국 공사 사이에 조인된 것이 니시-로젠 협정이다.

### 합의
주요 내용은 러일 양국은 대한제국의 내정에 간섭을 삼가고 대한제국 정부의 요청으로 군사나 재정 고문을 파견할 때에는 사전에 상호 승인을 구하도록 한 것 등이다. 특히 러시아 제국은 대한제국의 경제 발전을 위해 일본제국이 투자하는 것을 방해하지 않을 것을 서약하여 대한제국이 일본제국의 세력권에 속함을 인정했고, 반대로 일본제국은 만주가 러시아 제국의 세력권에 포함됨을 인정하였다.

## 같이 보기
- 고무라-베베르 협정
- 야마가타-로바노프 협정